# 버섯 중독
버섯 중독(mushroom poisoning, mycetism, mycetismus)은 독버섯이나 또는 독성을 가진 버섯을 먹고 일으키는 식중독이다.

## 증상

### Alpha-amanitin
6-12 시간 동안 무증상, 위장관 증상이 GIT upset (phallotoxins) 24시간 정도에 나타나며, 간독성은 2-3일 정도에서 나타나며 신독성이 동반될 수도 있다. 간 이식이 필요할 수도 있다. 이 독이 있는 독버섯류는 Amanita, Galerina, Lepiota이며 치명율은 10-15%다.
치료는 Silybum marianum or blessed milk thistle (엉겅퀴)나 20 mg/kg/d of milk thistle seeds를 사용한다.

### Orellanine
증상은 3-20일 동안 무증상이었다가 섭취 후 11일-20일에 신부전 증상이 생기며 신장 부위 통증, 목마름, 구토, 두통, 피곤이 증상이다.
독버섯: Cortinarius

### Muscarine
신경, 근육의 muscarinic receptors 자극
증상: 땀, 침, 눈물, 시야 흐림, 빈맥, 호흡 부전
독버섯: Omphalotus, A. muscaria, Inocybe, Clitocybe, red-pored Boletes.

### Gyromitrin
신경전달 물질인 GABA 차단으로신경학적 증상
stupor, delirium, muscle cramps, loss of coordination, tremors, &/or seizures.
심한 위장관 장애 V/D, 간부전 (+/-) 적혈구 파괴로 빈혈, 황달, 신부전,

### Coprine
disulfiram 비슷하게 대사 됨 . 술을 마시지 않은 상태에서는 일반적으로 무해. 술을 마셨거나, 마시면 즉시-수일간 동안 토할 수 있다.
증상: flushed skin, vomiting, 두통, 현기증, weakness, apprehension, confusion, 심계항진, 그리고 가끔 호흡곤란.

### Ibotenic acid
흔한 증상: N/V, 기타 증상: Confusion, euphoria, sleepiness. Loss of muscular coordination,
sweating & chills, visual distortions, a feeling of strength, delusions.
먹은 후 30분-2시간 후 증상 발현, 수시간 동안 지속.

### muscimol
"Alice in Wonderland" hallucinogenic. 정상적으로는 self-limiting. 대량 섭취 하면 위험

### Psilocybin
환각 버섯 (magic mushroom)
섭취하면 psilocin으로 전환, 섭취 직후 증상 발현 수시간 내 증상 사라짐. 흔한 증상: euphoria, visual & religious hallucinations, & heightened perception 기타 증상은 fear, agitation, confusion, & schizophrenia-like symptoms

### Arabitol
Mannitol 비슷한 당알코올, 대부분의 사람들에게 무해하나 위장관 장애가 생길 수 있다.